# Ama-no-Iwato
Ama-no-Iwato (天岩戸?   literalmente “Cueva de Roca Celestial”), también conocido como Amato (天戸?), Ama-no-Iwaya (天岩屋?) o Ama-no-Iwayato (天岩屋戸?) es una cueva de roca, mencionada en la mitología japonesa, como lugar de reclusión de la deidad del Sol, Amaterasu y que trajo como consecuencia la llegada de la oscuridad en el cielo y en la tierra.

## Relato

### Según elKojiki

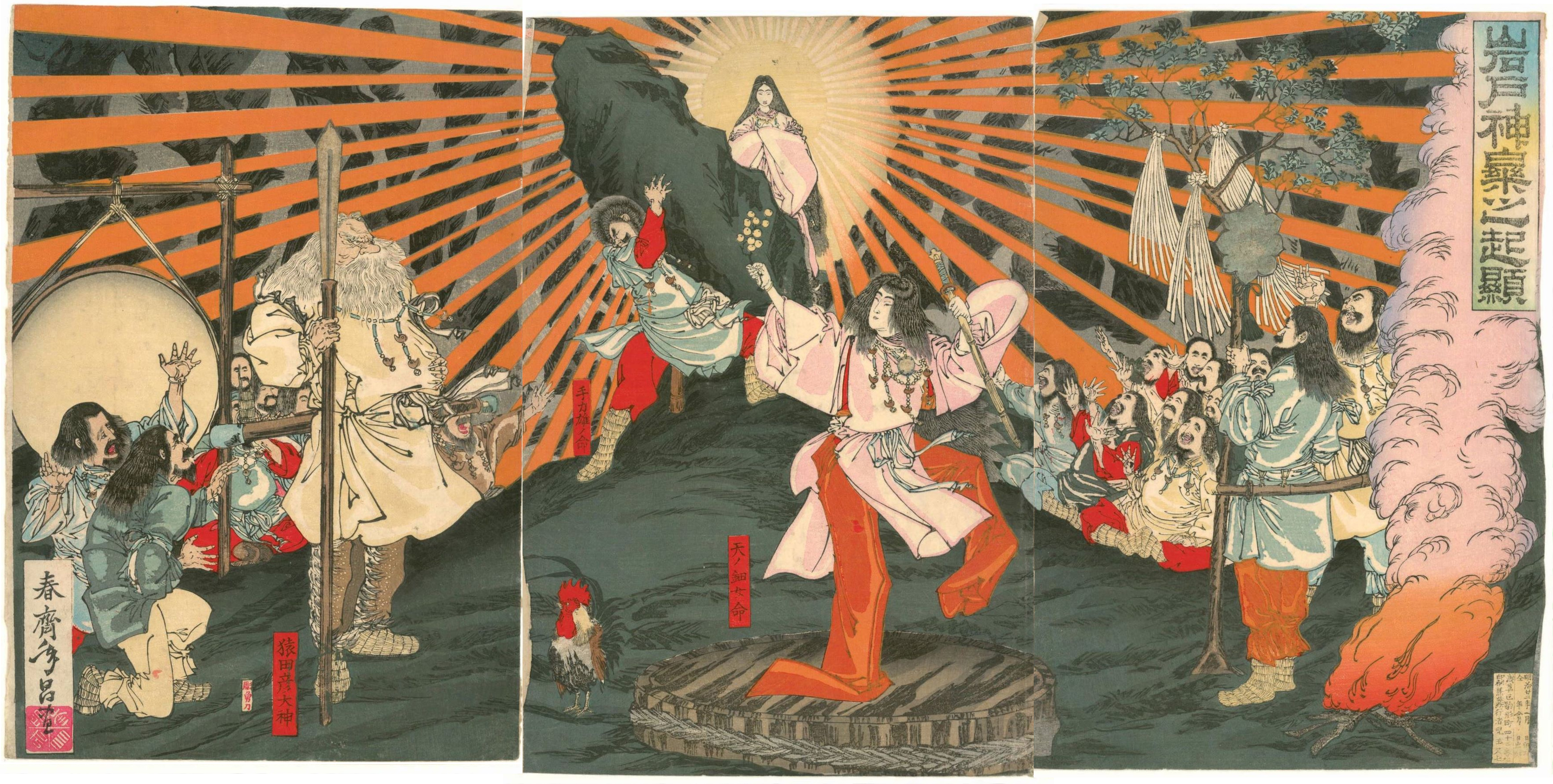
Amaterasu sale de la cueva Ama-no-Iwato.

Tras el duelo divino entre Amaterasu, gobernante de Takamagahara, el mundo celestial, y su hermano Susanō, gobernante del mar, en el que pretendió usurpar el dominio de Amaterasu, pero fracasó y se negó a reconocer la victoria de la diosa, realizando varios atentados contra Amaterasu, tales como la destrucción de los campos de arroz sagrado, el vertido de excremento en los alimentos sagrados y otras maldades en Takamagahara. Las deidades pidieron a Amaterasu a que detuviera a Susanō, pero decidió protegerlo argumentando que su comportamiento aunque era de mala fe, no causaría mayores problemas.
Sin embargo, Susanō persistió en atentar contra su hermana, atacando la hilandería sagrada de Amaterasu; en el tejado hizo un hueco, despellejó a un caballo celestial y lo lanzó por el orificio cayendo dentro de la habitación. Las sirvientas que confeccionaban los ropajes sagrados se sorprendieron por el suceso y en la confusión se tropezaron con los telares y murieron ensartadas con los instrumentos. Este suceso provocó la ira de Amaterasu, y como represalia se confinó en Ama-no-Iwato; y posteriormente la oscuridad se apoderó de Takamagahara y de Ashihara (el mundo terrenal), trayendo consigo la confusión y el caos.
Con el confinamiento de Amaterasu, la miríada de ocho millones de kami se reunió cerca de la cueva con el objetivo de lograr sacar a la diosa. Omoikane intentó reunir gallos con el fin de que lograra salir con el canto de las aves, pero no tuvo resultado; entonces Ishikoridome confeccionó el espejo Yata no Kagami; otras deidades como Ama-no-Koyane y Futodame estaban confeccionando objetos con el fin de llamar la atención de Amaterasu, tales como ramas de sakaki, y ramas de gohei. Ame-no-Tajikarao se puso a un costado de la cueva con el objetivo de que en el momento que se asomara Amaterasu, pudiera sacarla. Finalmente, Ame-no-Uzume, se puso frente a la cueva y comenzó a entrar en un trance y despojándose de su falda y mostrando sus genitales comenzó a bailar de manera efusiva. En ese momento la miríada de deidades se dispuso a reír y Takamagahara tembló.
El ruido era tan fuerte que Amaterasu, presa de la curiosidad, abrió un poco la puerta de la cueva y preguntó quién era la diosa que estaba desafiando a su persona ya que estaba provocando risas sobre la miríada de deidades, cuando en realidad la oscuridad absoluta debería estar causando pánico sobre ellos. Justo en ese momento Ame-no-Koyane y Futodame pusieron en frente de Amaterasu el espejo Yata-no-Kagami, Amaterasu vio su imagen proyectada y pensó que la deidad a la que todos se reían era ella; luego Tajikarao sujetó a la diosa y la sacó de la cueva, y finalmente Futodame puso un shimenawa sobre la cueva y la protegió con el fin de que la diosa no volviese a entrar. Con este hecho, tanto Takamagahara y Ashihara vuelven a recibir la luz.
Finalmente, la miríada de deidades discutió sobre el castigo de Susanoo por los atentados y del encierro de Amaterasu. Fue condenado a entregar una gran cantidad de ofrendas, a cortarse la barba y las uñas de los dedos y de los pies, y de exiliarse de Takamagahara.

### Según elNihonshoki
La historia tiene mucha similitud con el Kojiki, aunque existen unas pequeñas diferencias. En la destrucción de la hilandería sagrada, Susanō había lanzado el caballo despellejado sobre la propia Amaterasu, causándole heridas. También durante el atentado, Ukahirume, una de las hijas de Amaterasu, habría muerto. Estas diferencias podrían justificar la repentina ira de la diosa y su posterior reclusión a Ama-no-Iwato.
Al lado compilado el Nihonshoki, se decidió que el santuario oficial estuviera en la prefectura japonesa de Miyazaki, un lugar ya establecido para unos devotos de la diosa Ameterasu. Fue reconstruido por el comandante militar Oga Koremoto (fechas desconocidas) en 720, bajo el mandato de la familia imperial, con el fin de reforzar los lazos imperiales con las familias nobles. El santuario se reconstruyó de nuevo en 1707, ya que la estructura se había quemado cuando la nación estaba sumida en una guerra civil más de un siglo antes.

## Lugares posibles de Ama-no-Iwato
La leyenda del suceso de Ama-no-Iwato no ha podido ser certificado con hechos históricos. Sin embargo, en Japón existen lugares tradicionales que reclaman ser sitio del suceso:
- Santuario Amato en Kioto;
- Santuario Ama-no-Iwato en Takachiho, distrito de Nishiusuki, prefectura de Miyazaki;
- Iheya, distrito de Shimajiri, prefectura de Okinawa;
- Santuario Kayabe en el monte Hiruzen, Maniwa, prefectura de Okayama;
- Santuario Shirahige, Takashima, prefectura de Shiga;
- Kofun en el Monte Takakura en Gekū, en el Santuario de Ise, Ise, prefectura de Mie. El ascenso a la montaña estaba prohibido durante la era Meiji;
- Santuario Ama-no-Iwato en Tsurugi, prefectura de Tokushima.